# متلألئة سفواء
متلألئة سفواء (الاسم العلمي:Luzula spicata) هي نوع من النباتات تتبع جنس المتلألئة من الفصيلة الأسلية. تم وصف هذا النوع من النبات علمياً لأول مرة من قبل كارولوس لينيوس سنة 1753 ثم أوغستان بيرام دو كندول سنة 1805.